# Гейбершем (округ, Джорджія)
Шаблон:StateAbbr_ 34°38′ пн. ш. 83°32′ зх. д. / 34.63° пн. ш. 83.53° зх. д.
Округ  Гейбершем (англ. Habersham County) — округ (графство) у штаті  Джорджія, США. Ідентифікатор округу 13137.

## Історія
Округ утворений 1818 року.

## Демографія
За даними перепису 
2000 року 
загальне населення округу становило 35902 осіб, зокрема міського населення було 12643, а сільського — 23259.
Серед мешканців округу чоловіків було 18432, а жінок — 17470. В окрузі було 13259 домогосподарств, 9854 родин, які мешкали в 14634 будинках.
Середній розмір родини становив 2,98.
Віковий розподіл населення поданий у таблиці:
| Стать    | До 15 років | 15-21 | 22-29 | 30-39 | 40-49 | 50-65 | 65-85 | Понад 85 |
| -------- | ----------- | ----- | ----- | ----- | ----- | ----- | ----- | -------- |
| Чоловіки | 3599        | 2356  | 2148  | 2712  | 2648  | 2880  | 1941  | 148      |
| Жінки    | 3316        | 1633  | 1770  | 2369  | 2508  | 2991  | 2516  | 367      |

## Суміжні округи
- Рабун - північ
- Оконі, Південна Кароліна - схід
- Стівенс - схід
- Бенкс - південь
- Голл - південний захід
- Вайт - захід
- Таунс - північний захід

## Виноски
1. ↑  U.S. Decennial Census. United States Census Bureau. Архів оригіналу за 12 травня 2015. Процитовано 23 червня 2014.
2. ↑  Historical Census Browser. University of Virginia Library. Архів оригіналу за 11 серпня 2012. Процитовано 23 червня 2014.
3. ↑  Population of Counties by Decennial Census: 1900 to 1990. United States Census Bureau. Архів оригіналу за 2 лютого 2019. Процитовано 23 червня 2014.
4. ↑  Census 2000 PHC-T-4. Ranking Tables for Counties: 1990 and 2000 (PDF). United States Census Bureau. Архів оригіналу (PDF) за 18 грудня 2014. Процитовано 23 червня 2014.
5. ↑  State & County QuickFacts. United States Census Bureau. Архів оригіналу за 2 липня 2011. Процитовано 23 червня 2014.(англ.) Наведено за англійською вікіпедією.
6. ↑  American FactFinder. Бюро перепису населення США. Архів оригіналу за 21 травня 2008. Процитовано 31 січня 2008.

| США | Це незавершена стаття з географії США. Ви можете допомогти проєкту, виправивши або дописавши її. |